# Fundación Conama
La Fundación Conama es una entidad española, independiente y sin ánimo de lucro, que promueve el intercambio de conocimientos para alcanzar la protección del medio ambiente y el desarrollo sostenible. Organiza desde 2004 el Congreso Nacional del Medio Ambiente de España, que se celebra en Madrid, y acoge a miles de asistentes en cada edición. 
La entidad es, además, la encargada de organizar el Encuentro de Pueblos y Ciudades por la Sostenibilidad, también denominado Conama Local y el Encuentro Iberoamericano sobre Desarrollo Sostenible (EIMA), que reúne a expertos ambientales de ambos lados del Atlántico. 
La Fundación también desarrolla informes de referencia para el sector ambiental y proyectos sobre cambio climático, movilidad sostenible, soluciones basadas en la naturaleza, economía circular y desarrollo rural entre, otros. 
Su actual presidente es Gonzalo Echagüe, que dirige la Fundación desde sus inicios.